# Nesapterus bidens
Nesapterus bidens är en skalbaggsart som först beskrevs av Sharp 1881.  Nesapterus bidens ingår i släktet Nesapterus och familjen glansbaggar. Inga underarter finns listade i Catalogue of Life.